# Hornungia petraea subsp. petraea
Hornungia petraea subsp. petraea é uma subespécie de planta com flor pertencente à família Brassicaceae. 
A autoridade científica da subespécie é (L.) Rchb., tendo sido publicada em Deutschl. Fl. 1: 33 (1837).

## Portugal
Trata-se de uma subespécie presente no território português, nomeadamente em Portugal Continental.
Em termos de naturalidade é nativa da região atrás indicada.

## Protecção
Não se encontra protegida por legislação portuguesa ou da Comunidade Europeia.